# Abdij Sainte-Madeleine du Barroux

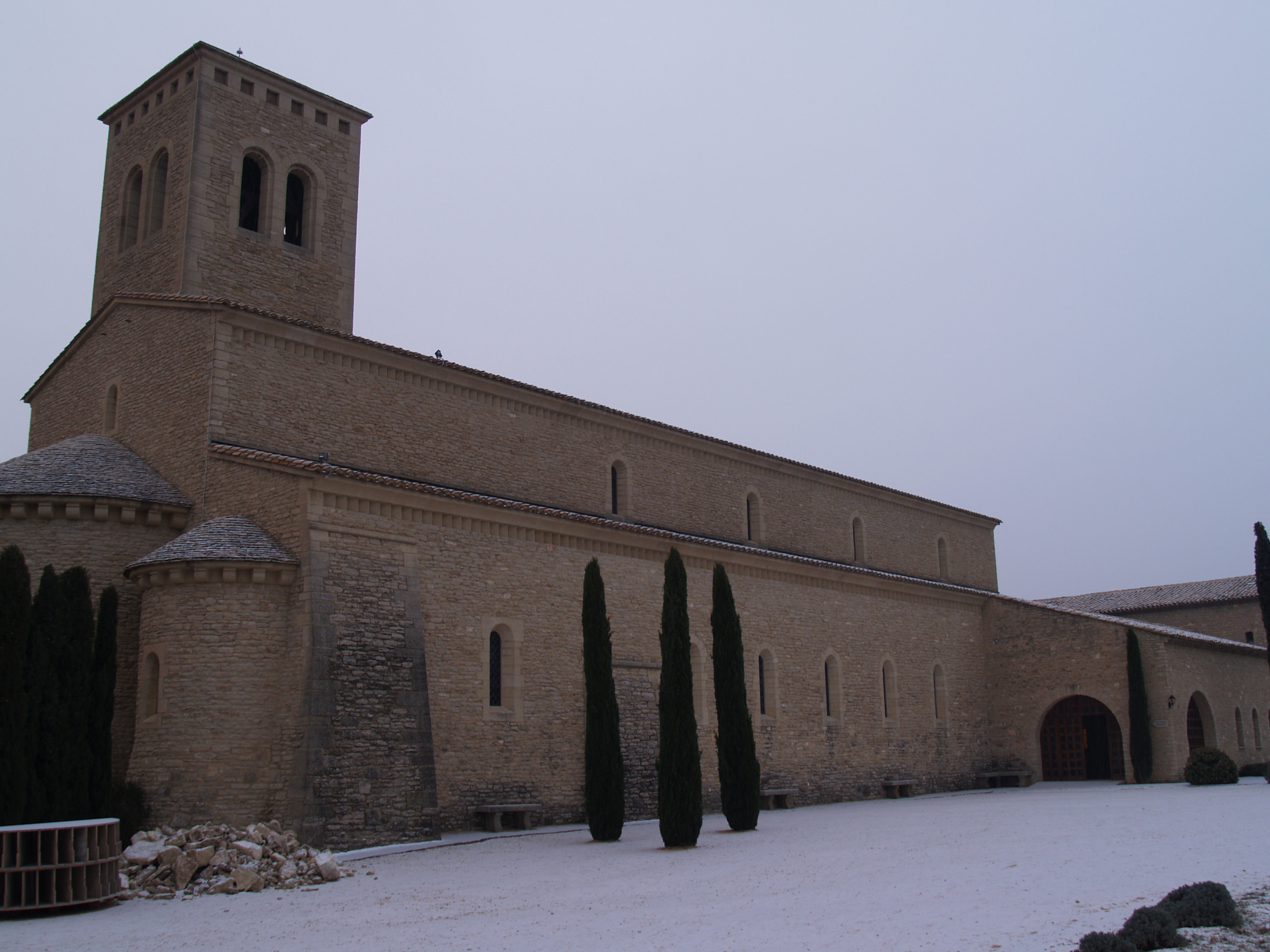
De abdijkerk

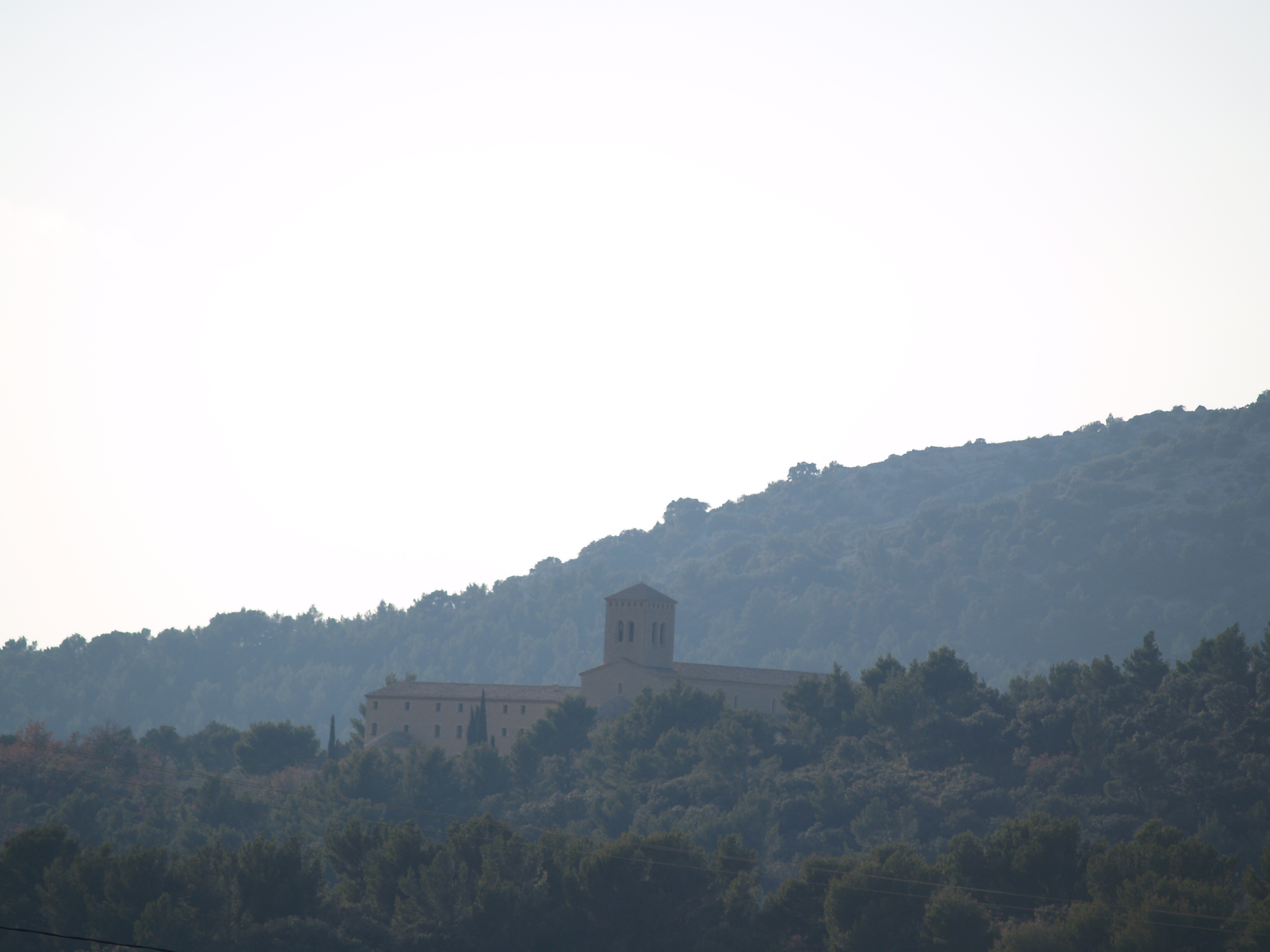
De abdij

De abdij Sainte-Madeleine du Barroux is een benedictijnse abdij in het Franse dorpje Le Barroux. Ze hangt direct af van de Heilige Stoel.
De abdij werd vanuit de Abbaye Notre-Dame de Tournay in augustus 1970 in het kleine dorpje Bédoin in de Vaucluse gesticht door pater Gérard Calvet. In 1978 werd de bouw gestart van een nieuw abdijcomplex in Romaanse stijl op het grondgebied van de gemeente Le Barroux.
Deze benedictijnen gebruiken de buitengewone vorm van de Romeinse ritus.
Vanuit deze bloeiende gemeenschap werd in 2002, op een ogenblik dat de abdij bijna 70 monniken telde, een stichting gedaan in Saint-Pierre-de-Clairac in het departement Lot-et-Garonne: de Abdij van Sainte-Marie de la Garde.